# バッファローバーガー

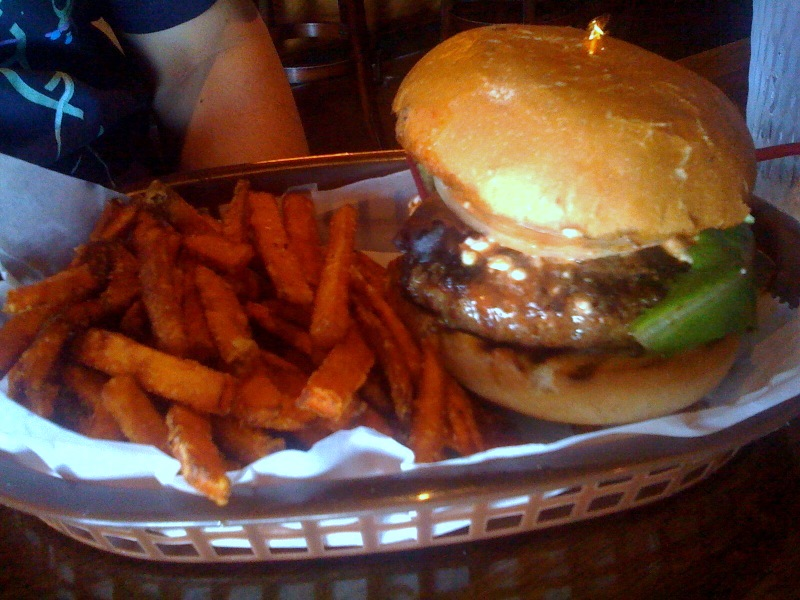
バッファローバーガーとサツマイモのフレンチフライ

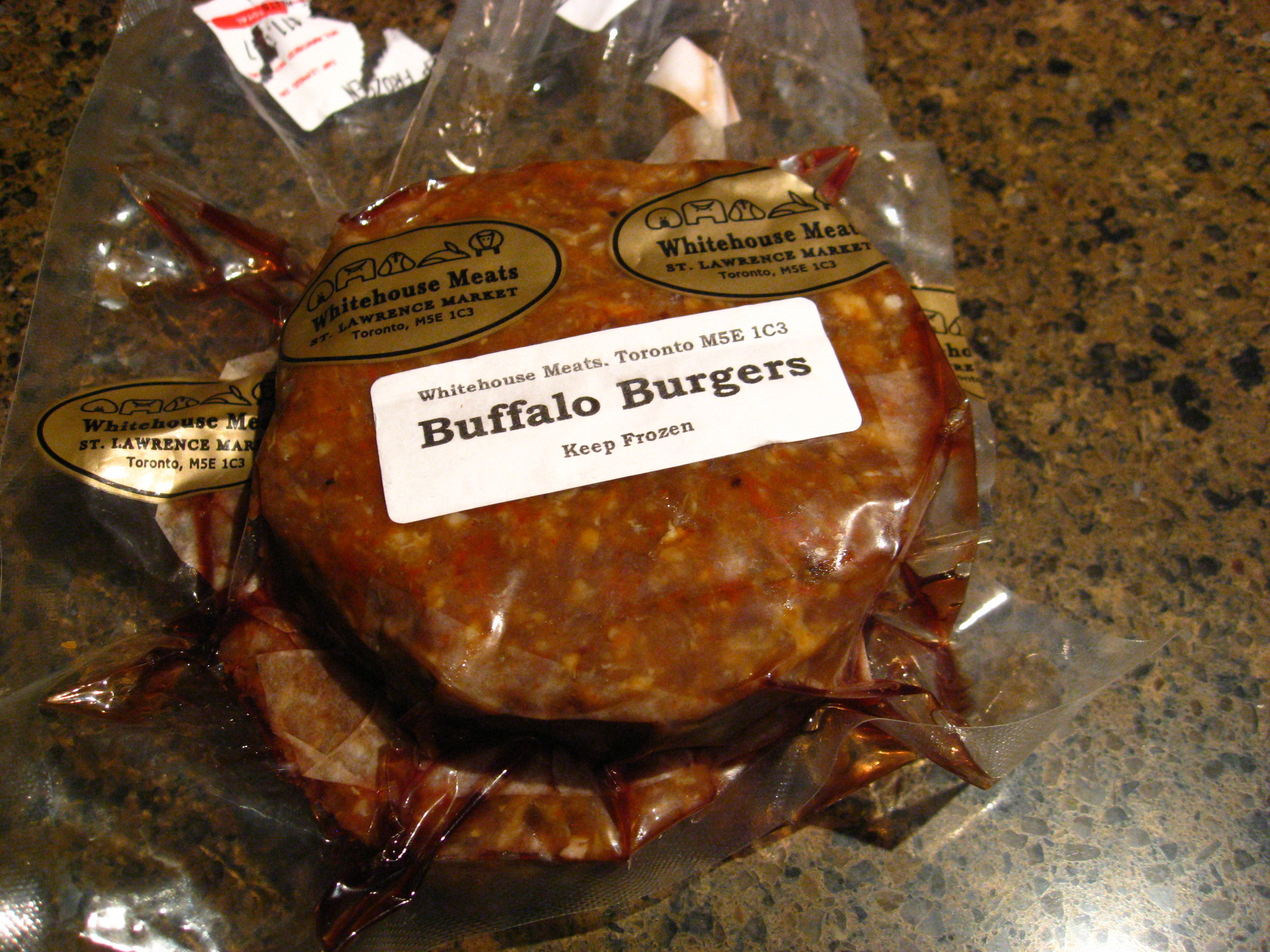
冷凍のバッファローバーガー用パティ

バッファローバーガー (英語: buffalo burger) は、スイギュウ、ビーファロー、アメリカバイソン等の肉で作ったハンバーガーである。
作家のダン・オブライエンは、バッファローの肉は甘くて柔らかく、独特の味であると評価する。彼はまた、新鮮な魚とおなじくらい慎重に扱わなければならないと語る。雑誌Women's Healthでは、牛肉のハンバーガーとバッファローバーガーの味はほぼ変わらないが、バッファローバーガーの方が若干甘く、柔らかいと書かれている。通常、牛肉よりも高価である。

## 栄養
バッファローバーガーはコレステロール、脂肪、カロリーが、牛肉や鶏肉で作られた通常のハンバーガーよりも少ない。アメリカ心臓協会は、鶏肉や牛肉のものよりもより心臓の健康によいとして、1997年にバッファローバーガーを推奨した。タンパク質、亜鉛、ビタミンB12等の栄養素が多い。バイソンはウシほど脂肪を溜めないので、バッファローバーガーはよりヘルシーである。3オンスの牛肉が熱量183kcal、脂肪量8.7gなのに対して、バッファロー肉は各々、93kcal、1.8gである。シンプルなバッファローバーガーのレシピは、Men's Health Muscle Chowに掲載されている。雑誌EatingWellは、コレステロールが低く、カルシウムが多いバッファローバーガーのレシピを考案した。